# Gonzalo Montes
Gonzalo Montes, vollständiger Name Gonzalo Montes Calderini (* 22. Dezember 1994 in Montevideo) ist ein uruguayischer Fußballspieler.

## Karriere
Der 1,74 Meter große, als Stürmer oder Mittelfeldspieler einsetzbare Cabeza Montes entstammt der Jugendabteilung des montevideanischen Vereins Club Atlético Cerro. Dort stand er ab der Saison 2011/12 auch im Kader der Erstligamannschaft. In der Clausura 2012 kam er dort bereits zu drei Startelfeinsätzen in der Primera División. In der Spielzeit 2012/13 lief er je nach Quellenlage achtmal oder zehnmal auf. In der Saison 2013/14 kam er dreimal in der Primera División zum Einsatz. Ein Tor erzielte er nicht. In der Spielzeit 2014/15 wurde er einmal (kein Tor) in der höchsten uruguayischen Spielklasse eingesetzt. Mitte August 2015 wechselte er zum Zweitligisten Club Atlético Torque. Dort kam er bis Ende der Saison 2015/16 in 18 Zweitligaspielen (kein Tor) zum Einsatz. In der Saison 2016 folgten acht weitere Zweitligaeinsätze (kein Tor). Anfang April 2017 verpflichtete ihn der Cerro Largo FC, bei dem er neunmal (ein Tor) in der Segunda División auflief. Mitte Juli 2017 schloss er sich dem Erstligisten Racing Club de Montevideo an und wechselte über die Station Club Atlético Progreso 2019 zum Danubio FC. Nach zwei Leihen wurde er zur Saison 2023 vom chilenischen Verein CD Huachipato fest verpflichtet. Mit Huachipato gewann er die Meisterschaft 2023. Zur Saison 2025 verstärkte er Universidad de Chile.

## Erfolge
Huachipato
- Chilenischer Meister: 2023